# Ornithopoda
Ornitopodi (Ornithopoda; „ptačí nohy“) byli skupinou primárně býložravých ptakopánvých dinosaurů, kteří se vyvinuli jako malá střednojurská zvířata s délkou kolem 1 metru, až se v období křídy stali dominantní složkou býložravé megafauny. Jejich evoluční výhodou byl sofistikovaný "žvýkací" aparát, který si v ničem nezadal s čelistním aparátem dnešních přežvýkavců.

## Popis
Zástupci této skupiny pravděpodobně vznikli v nejranější juře, zhruba před 200 miliony let. Ornitopodi se během druhohor rozšířili prakticky na všechny tehdejší kontinenty a svůj evoluční vrchol zaznamenali až v období pozdní křídy, kdy vzniklo mnoho vývojových linií kachnozobých dinosaurů. Postupně se objevovaly podstatně větší formy, přičemž velikostního vrcholu zřejmě dosáhl rod Shantungosaurus z Číny (délka přes 15 metrů, hmotnost až kolem 17 tun, více viz Velikost dinosaurů). Původně obligatorní dvounohé formy se v rámci zvětšování rozměrů stávaly čím dál více kvadrupední (přecházely na čtvernohý způsob pohybu).
Objevy z vyšších severních i jižních šířek (oblastí, které byly v období druhohor za polárními kruhy) dokazují, že ornitopodní dinosauři zde nejen žili, ale také se zde rozmnožovali a celoročně přebývali. Podobné objevy pocházejí jak ze severních oblastí současné Aljašky nebo ruského Dálného Východu, na jihu pak v jižní Austrálii. V roce 1960 byly také na Špicberkách objeveny fosilní otisky stop ornitopodních dinosaurů staré kolem 125 milionů let (raná křída), další pak byly odkryty v 70. letech 20. století a na začátku 21. století.

## Klasifikace

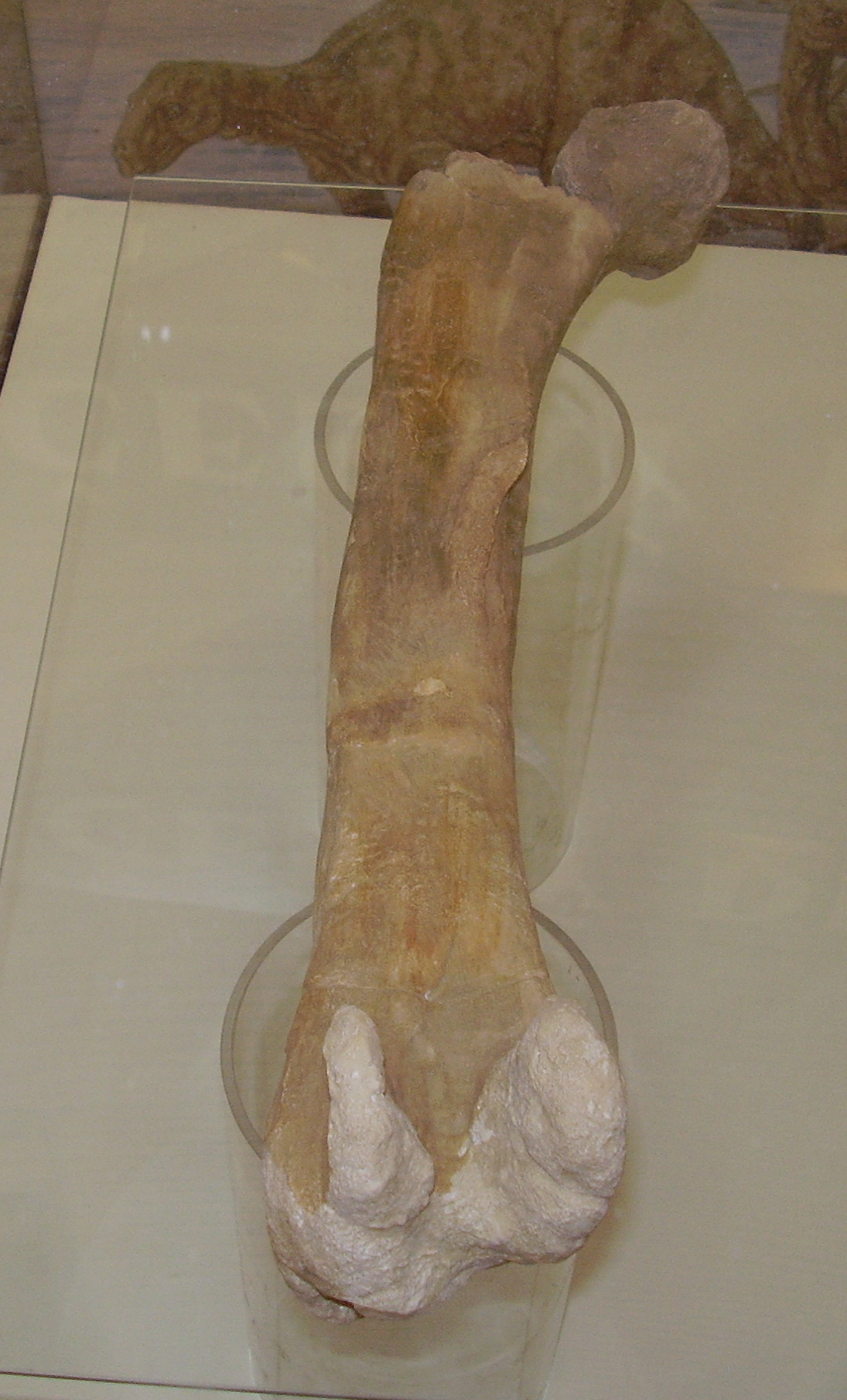
Zkamenělina stehenní kosti českého druhu Burianosaurus augustai.

Mezi ornitopody patří například rody Orodromeus, Hypsilophodon, Zephyrosaurus, Yandusaurus, Jeholosaurus, Gasparinisaura, Parksosaurus, Bugenasaura a rozsáhlá skupina Iguanodontia. Mezi vývojově nejprimitivnější známé zástupce patří čínský rod Changmiania.
Ornitopodi byli velmi rozmanitou a početnou skupinou druhohorních ptakopánvých dinosaurů. V současnosti (k červenci roku 2020) je známo asi 216 vědecky platných druhů ornitopodů, což z nich činí třetí nejpočetnější skupinu druhohorních dinosaurů vůbec (po teropodech (zhruba 486) a sauropodomorfech (zhruba 373)).

## Evropští ornitopodi

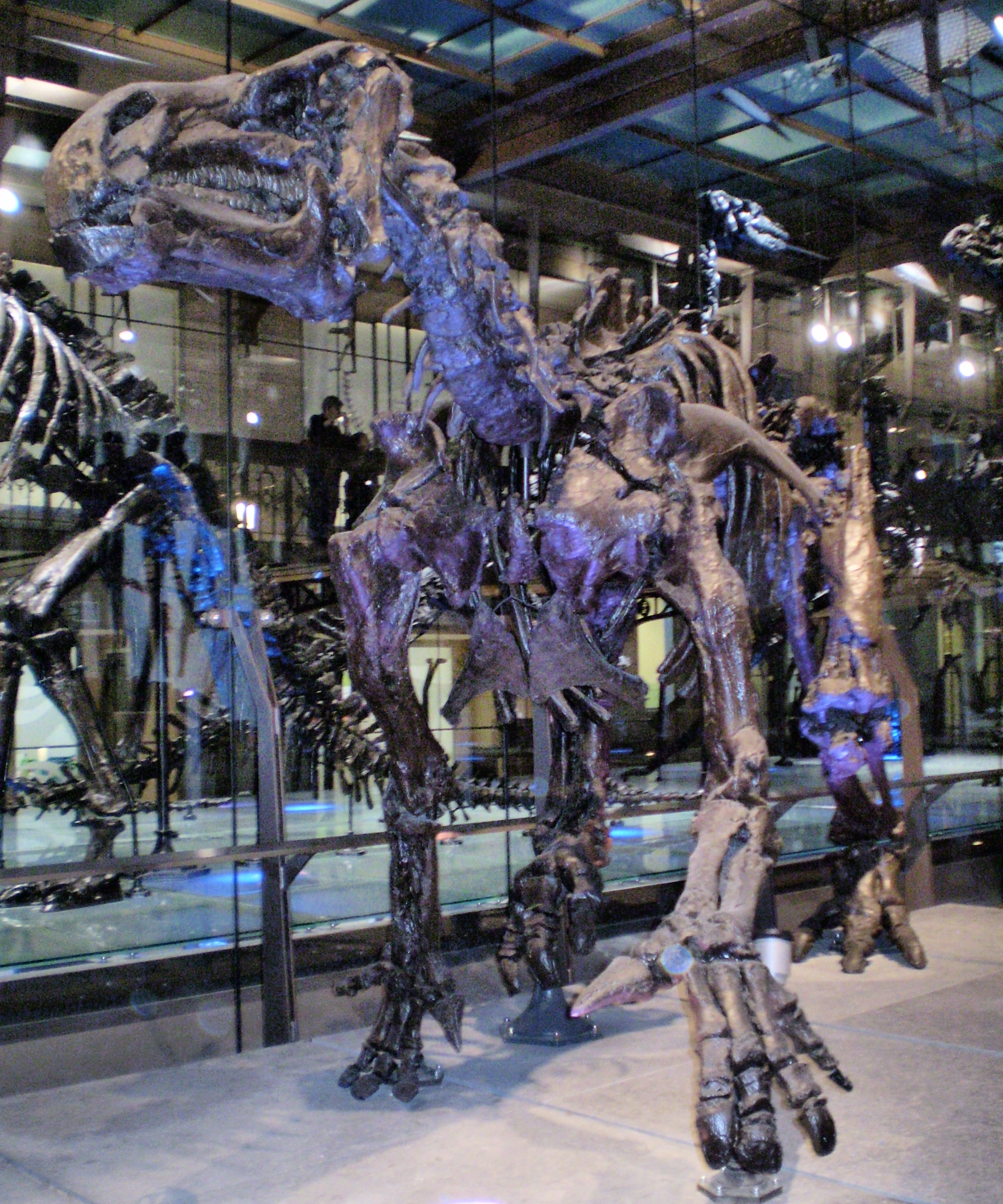
Bernissartovi iguanodoni (Iguanodon bernissartensis) prezentovaní ve čtyřnohé poloze

Nejznámějším evropským rodem ornitopoda byl bezpochyby spodnokřídový Iguanodon a jeho nejbližší příbuzní, obývající zejména západ Evropy. Jediný dosud dle kosterního materiálu známý český dinosaurus (popsaný roku 2017 jako Burianosaurus augustai) patřil také mezi ornitopody, i když zřejmě nebyl s iguanodontem blízce příbuzný.

### Česká literatura
- Socha, Vladimír (2012). Úžasný svět dinosaurů (2. vydání), Triton, Praha.